# Stanovništvo Njemačke
Demografiju Njemačke prati Savezni statistički ured Njemačke (njemački: Statistisches Bundesamt). Prema podacima od 31. prosinca 2015. u Njemačkoj živi 82.175.700 stanovnika, čineći je šesnaestom najnaseljenijom zemljom na svijetu. Ukupna stopa plodnosti iste godine je 1,5 (najviša vrijednost od 1982.)
Populacijski fond Ujedinjenih naroda navodi Njemačku kao domaćina drugom najvećem broju međunarodnih migranata diljem svijeta, iza Sjedinjenih Američkih Država. Više od 16 milijuna ljudi su useljenici prve i druge generacije. 96,1 % njih boravi u zapadnoj Njemačkoj i Berlinu. Oko 7.000.000 njih su stranci, koji se definiraju kao oni koji nemaju njemačko državljanstvo. Najveća etnička skupina ne-njemačkog podrijetla su Turci. Od 1960-ih, Zapadna Njemačka i kasnije ujedinjena Njemačka privlače doseljenike prvenstveno iz Južne i Istočne Europe, kao i Turske, od kojih su mnogi (ili njihova djeca) s vremenom stekli njemačko državljanstvo. Dok je većina tih imigranata stigla kao gostujući radnici, Njemačka je također bila glavna destinacija za izbjeglice koje su podnijele zahtjev za azil u Njemačkoj, dijelom jer je njemački ustav dugo imao klauzulu koja jamči politički azil kao ljudsko pravo, ali ograničenja tijekom godina od tada su ograničila opseg.

## Pokrajine
S krajem 2011. godine procjenjeno je da u Njemačkoj živi 81,8 milijuna stanovnika, te je ona najnaseljenija zemlja u Europskoj uniji i 16. najveća zemlja na svijetu prema broju stanovnika. Gustoća naseljenosti iznosi 229,4 stanovnika po četvornom kilometru.
Njemačka je podjeljena na šesnaest država koje se zajednički nazivaju Länder. Zbog razlika u veličini i populaciji podjela tih država varira, osobito između gradskih država (Stadtstaaten) i država s većim teritorijima (Flächenländer).
| Njemačke savezne pokrajine | središte    | površina (km²) | stanovništvo (31. pros. 2015.) | gustoća naseljenosti |
| -------------------------- | ----------- | -------------- | ------------------------------ | -------------------- |
| Sjeverna Rajna-Vestfalija  | Düsseldorf  | 34,110         | 17,865,516                     | 524                  |
| Bavarska                   | München     | 70,550         | 12.843.514                     | 182                  |
| Baden-Württemberg          | Stuttgart   | 35,751         | 10.879.618                     | 304                  |
| Donja Saska                | Hannover    | 47,614         | 7.926.599                      | 167                  |
| Hessen                     | Wiesbaden   | 21,115         | 6.176.172                      | 293                  |
| Saska                      | Dresden     | 18,420         | 4.084.851                      | 221                  |
| Rhineland-Palatinate       | Mainz       | 19,854         | 4.052.803                      | 204                  |
| Berlin                     | Berlin      | 892            | 3.670.622                      | 4,100                |
| Schleswig-Holstein         | Kiel        | 15,800         | 2.858.714                      | 181                  |
| Brandenburg                | Potsdam     | 29,654         | 2.484.826                      | 83                   |
| Saska-Anhalt               | Magdeburg   | 20,452         | 2.245.470                      | 110                  |
| Tirinška                   | Erfurt      | 16,173         | 2.170.714                      | 134                  |
| Hamburg                    | Hamburg     | 755            | 1.787.408                      | 2,366                |
| Mecklenburg-Vorpommern     | Schwerin    | 23,212         | 1.612.362                      | 69                   |
| Saarland                   | Saarbrücken | 2,569          | 995.597                        | 388                  |
| Bremen                     | Bremen      | 419            | 671.489                        | 1,599                |
| Njemačka                   | Berlin      | 357,340        | 82.175.684                     | 230                  |

## Gradovi

### Strani državljani u Njemačkoj
Ovaj popis ne uključuje strance s njemačkim državljaninom i strane državljane bez stalnog statusa.
| Rang | Nacija                             | Pripadnika (2016) | % stranih državljana |
| ---- | ---------------------------------- | ----------------- | -------------------- |
|      | Ukupno                             | 10.039.080        | 100                  |
|      | EU Državljani Europske unije       | 4.279.770         | 42,6                 |
|      | Državljani zemalja kandidata za EU | 1.944.195         | 19,4                 |
| 1    | Turska                             | 1.492.580         | 14.9                 |
| 2    | Poljska                            | 783.085           | 7.8                  |
| 3    | Sirija                             | 637.845           | 6.4                  |
| 4    | Italija                            | 611.450           | 6.1                  |
| 5    | Rumunjska                          | 533.660           | 5.3                  |
| 6    | Grčka                              | 348.475           | 3.5                  |
| 7    | Hrvatska                           | 332.605           | 3.3                  |
| 8    | Bugarska                           | 263.320           | 2.6                  |
| 9    | Afganistan                         | 253.485           | 2.5                  |
| 10   | Rusija                             | 245.380           | 2.4                  |
| 11   | Irak                               | 227.195           | 2.3                  |
| 12   | Srbija                             | 223.100           | 2.2                  |
| 13   | Kosovo                             | 202.905           | 2,0                  |
| 14   | Njemačka                           | 192.340           | 1.9                  |
| 15   | Austrija                           | 183.625           | 1.8                  |
| 16   | Bosna i Hercegovina                | 172.560           | 1.7                  |
| 17   | Španjolska                         | 163.560           | 1.6                  |
| 18   | Nizozemska                         | 149.160           | 1.5                  |
| 19   | Ukrajina                           | 136.340           | 1.4                  |
| 20   | Portugal                           | 136.080           | 1.4                  |
| 21   | Francuska                          | 130.915           | 1.3                  |
| 22   | NR Kina                            | 129.150           | 1,3                  |
| 23   | SAD                                | 114.145           | 1,1                  |
| 24   | Ujedinjeno Kraljevstvo             | 107.005           | 1,1                  |
|      | Državljani ostalih članica EU      | 344.490           | 3,4                  |
| 25   | Švicarska                          | 48.880            | 0,5                  |

## Etničke manjine i migrantska pozadina
Savezni ured za statistiku definira osobe s migrantskim podrijetlom sve osobe koje su nakon 1949. godine migrirale na područje sadašnje Savezne Republike Njemačke, kao i sve strane državljane rođene u Njemačkoj i sve osobe rođene u Njemačkoj kao njemačke državljane s barem jednim roditeljem migrirantom u Njemačkoj ili je rođen u Njemačkoj kao stranac. Ovdje prikazane brojke temelje se samo na ovoj definiciji.
U 2010. godini u Njemačkoj je živjelo 2,3 milijuna obitelji s djecom mlađim od 18 godina, u kojima je barem jedan roditelj imao strane korijene. Oni predstavljaju 29% od ukupno 8,1 milijuna obitelji s maloljetnom djecom. U usporedbi s 2005. godinom kada se počelo prikupljati detaljne informacije o stanovništvu s migrantskim podrijetlom udio obitelji migranta porastao je za 2 postotna boda. U 2015. godini 36% djece mlađe od 5 godina imalo je migrantsku pozadinu.
Većina obitelji s migrantskim podrijetlom živi u zapadnom dijelu Njemačke. Obitelji s migrantskim podrijetlom češće imaju troje ili više maloljetne djece u kućanstvu od obitelji bez migrantskih podrijetla. U 2009. godini 3,0 milijuna osoba imigrantskih podrijetla imalo je turske korijene, 2,9 milijuna ima korijene u državama sljednicama Sovjetskog Saveza (uključujući i veliki broj ruskih govornika etničkih Nijemaca), njih 1,5 milijuna imalo je korijene u državama sljednicama Jugoslavije i 1,5 milijuna poljskih korijena. 
U 2008. godini 18,4% Nijemaca bilo koje dobne skupine i 30% njemačke djece imalo je najmanje jednog roditelja koji je rođen u inozemstvu.
Sastav stanovništva 2016. godine
| Sastav stanovništva                                                        | %    | Stanovnika |
| -------------------------------------------------------------------------- | ---- | ---------- |
| Europa                                                                     | 93.1 | 76.737.000 |
| Europska unija                                                             | 90,2 | 74.372.000 |
| Nijemci (bez Nijemaca iz dijaspore)                                        | 81,3 | 67.027.000 |
| Poljaci                                                                    | 3,6  | 2.850.000  |
| Talijani                                                                   | 1,0  | 861.000    |
| Rumunji                                                                    | 1,3  | 1.130.000  |
| Grci                                                                       | 0,5  | 443.000    |
| EU ostali (većinom Španjolci, Hrvati, Nizozemci, Portugalci i Austrijanci) | 2,5  | 2.061.000  |
| Europa ostali                                                              | 2,9  | 2.365.000  |
| Rusi                                                                       | 1,5  | 1.223.000  |
| ostali (većinom državljani bivše Jugoslavije, bez Hrvatske i Slovenije)    | 1,4  | 1.142.000  |
| Bliski istok/Sjeverna Afrika                                               | 4,9  | 4.069.600  |
| Turci (uključujući turske Kurde)                                           | 3,4  | 2.797.000  |
| Arapi                                                                      | 1,3  | 1.108.000  |
| ostali (većinom Iranci)                                                    | 0,2  | 164.000    |
| Supsaharska Afrika                                                         | 0,6  | 510.000    |
| Istočna Azija, Južna Azija i Jugoistočna Azija                             | 1,4  | 1.119.000  |
| Vijetnamci                                                                 | 0,2  | 167.000    |
| Kinezi (Han)                                                               | 0,3  | 212.000    |
| ostali (većinom Indijci, Afganistanci i Pakistanci)                        | 0,9  | 795.000    |
| Amerika                                                                    | 0.5  | 451.000    |
| Amerikanci                                                                 | 0,3  | 324.000    |
| Australija/Oceanija                                                        | <0,1 | 40.000     |
| ostali/nedefinirani/miješani                                               | 0,1  | 47.000     |
| ukupno                                                                     | 100  | 82.973.000 |